# ناحية الوليد
الوليد ناحية في قضاء الرطبة في أقصى غرب محافظة الأنبار في جمهورية العراق، مساحتها 10325 كيلومتراً مربعاً، استحدثت سنة 1976، متاخمة لمحافظة حمص السورية، ومتاخمة لشرق محافظة المفرق الأردنية، مركز ناحية الوليد هو منطقة رميزان، وفي الناحية 3 قرى رئيسية للسكان، عكاشات وصواب والولج (العدل)، ناحية الوليد ضمن هضبة الحمّاد، وهي منطقة جرداء، ذات تربة ضحلة، قليلة النبات الطبيعي، كان سكان الوليد 4393 ساكناً سنة 1977، وقلّ عددهم في سنة 1987 فأصبحوا 2923 وفي سنة 1997 بلغوا 246، وكان سبب النقص أن المنطقة صارت من مناطق الطرد السكاني، ثم ازداد السكان سنة 2005 إذ بلغوا 2103 ساكناً لأن المنطقة فُتح فيها منفذ حدودي يوفر خدمات وفرص أعمال، وفي سنة 2011 صار العدد المقدر للسكان 4373، وعند المنفذ الحدودي مخيمات للاجئين متعددي الجنسيات، عددهم التقديري 252 لاجئاً حتى سنة 2012 . بين مركز قضاء الرطبة، ومنفذ الوليد الحدودي طريق رقم (11)، طوله 150 كيلومتراً، وفي ناحية الوليد طريق سريع آخر طوله 210 كيلومترات يبدأ من مركز قضاء القائم إلى عكاشات فالرطبة،
ناحية الوليد فيها معادن، قُدّرَ احتياطيها سنة 2000 بمقدار 10 مليارات طن فوسفات في عكاشات وصواب والملصي، و10 ملايين طن بتوثايت[مبهم] في عكاشات، و80 مليون طن كاؤولين في الكعرة، و100 مليون طن حديد في الكعرة، و330 مليون طن دولمايت في الملصي (الفردوس). وفي يوم 1 كانون الثاني سنة 1979 اُستحدثت بلدية من الصنف الرابع لناحية الوليد، وذُكر أن حدود البلدية شمالاً من ثاية(1) رقم 1 إلى ثانية رقم 2 شمالاً، ومن ثاية رقم 2 إلى ثاية رقم 3 شرقاً، ومن ثاية رقم 3 إلى ثاية رقم 4 جنوباً، ومن ثاية رقم 4 إلى ثاية رقم 1 غرباً.
أغلب ساكني الوليد من عشائر الأنبار والبدو.

## الهوامش
- «1»:الثاية في اصطلاح الجغرافية العربية العراقية هي أكوام رمال للدلالة على الطريق ارتفاعها متران توضع على جانبي طريق ترابي ويتفاوت البعد بين كل ثاية وأخرى بين كيلومتر واحد وخمسة كيلومترات.[7]